# 丁芒
丁芒（1925年—2024年5月11日），原名陈炎、陈轶明，男，江苏南通人，中国当代诗人、散文家和书法家。毕业于华中建设大学。

## 生平
1925年，丁芒出生于江苏省南通市。
丁芒小学二年级时都曾留过级，从三年级开始成绩越来越好，小学阶段，他读完了中国著名的古典小说作品。初中时期，他一般阅读茅盾、巴金、冰心等人的作品，一边自己创作。
1943年，丁芒在高中毕业前在《江北日报》上发表了诗歌处女作《四月的黄昏》。
1943年到1945年，丁芒进入创作高潮，一共创作了200多首诗歌。
1945年，中共地下党员顾迅逸介绍丁芒做了《江北日报》的记者，同时兼任编《诗歌线》《散文》两个副刊专页编辑。
1946年，丁芒加入中国共产党。随后被中华民国政府开除出《东南日报》，于是他去了解放区。
1955年，丁芒调职转入解放军总政治部，在《星火燎原》工作。
1956年，丁芒出版了诗集《欢乐的阳光》。1956年至1958年，也成了丁芒的第二个创作高潮。
1957年，丁芒的诗歌《动物园随笔》发表在《少年文艺》和《长春》上，随后被默认为“右派”，1959年，丁芒被冠之以“反党反社会主义”的头衔，随后被开除党籍，连降三级，不久之后他也和妻子离了婚。
文化大革命中，丁芒被下放到江苏南通市的一家工厂劳动改造。
1975年，解放军总政治部为丁芒平反，随后恢复党籍和工作。
1976年，丁芒从南通磷肥厂调到江阴澄西船厂当宣传科长。
1977年，丁芒认识了失去丈夫的江苏电视台记者樊玉媛，两人结婚。
1979年，丁芒出任江苏人民出版社当文学编辑室副主任，并且建立江苏文艺出版社，进入人生的第三个创作高潮。
2024年5月11日，丁芒在江苏南京逝世。

## 风格
丁芒的开创了诗歌的新体式“自由曲”。
丁芒诗歌的核心是“社会本位性”，受到朦胧诗的强烈影响，其作品表达了人生的焦虑和对社会与时代的责任感。

## 作品

### 诗集

#### 新诗
- 《怀念》，解放军文艺出版社
- 《更流集》，安徽人民出版社
- 《枫露抄》，黑龙江人民出版社
- 《我是—片绿叶》，四川人民出版社

#### 旧体诗
- 《军中吟草》

### 小说集
- 《开在枪口的鲜花》

### 散文集
- 《酿熟了的怀念》
- 《丁芒散文集》

### 论文集
- 《诗的追求》

## 奖项
- 金陵文学奖（1990年）
- “二十世纪国际桂冠诗人”（1999年）
- “世界华人艺术大奖”（1999年）
- 龙文化金奖（2000年）